# ورم غدي ليفي
يتكون الثدي من غدد مفرزة للبن وقنوات ناقلة للبن يحيط بها نسيج ليفي ونسيج غدي ونسيج دهني، والورم الغدي الليفي هو كتلة غير سرطانية تنشأ من النسيج الغدي والليفي بدون سبب معروف. ويعد الورم الغدي الليفي أكثر أورام الثدي شيوعا في النساء تحت سن 30. تتشابه أعراض الورم الغدي الليفي مع أعراض سرطان الثدي من حيث ظهور كتلة غريبة بالثدي ويظهر الاختلاف في قابلية الورم الغدي الليفي للتحريك بينما تكون كتلة سرطان الثدي ثابتة غير قابلة للتحريك. يتطلب الورم الغدي الليفي متابعة طبية للتأكد من تطور حجمه بمرور والوقت وقد تحتاج المريضة إلى عملية جراحية لاستئصاله.
قد يطلق على الورم الغدي الليفي اسم فأرة الثدي أو فئران الثدي نظرا لقابلية الورم الغدي الليفي للحركة داخل نسيج الثدي.

## الأسباب
لا توجد أسباب معروفة لنمو الورم الغدي الليفي، ويعتقد بأن سببه هو هرمونات الخصوبة ويستدل على ذلك بزيادة حجم الورم في فترة الحمل وتناقص حجمه في فترة انقطاع الطمث التي تتناقص فيها هرمونات الخصوبة.

## الأعراض
تعاني 10-15% من المريضات المصابات بالورم الغدي الليفي من ظهور كتل متعددة في كلا الثديين، بينما تعاني أغلبية المريضات من كتلة وحيدة فقط، وتتصف كتلة الورم الغدي الليفي بأنها مطاطية غير مؤلمة وقابلة للتحريك بسهولة، ذات جوانب سهلة التمييز وسطح ناعم.
ويتباين حجم الورم الغدي الليفي من بضعة مليميترات لا يمكن التعرف على وجودها إلى باستخدام تصوير الثدي الشعاعي أو الموجات فوق الصوتية، إلى بضعة سنتيميترات يمكن تحسسها بالفحص الطبي، إلى أحجام ضخمة تصل إلى 8 سم.وقد يزداد الورم الغدي الليفي في الحجم بمرور الوقت وخصوصا في حالة الحمل، وقد يضمر في فترة انقطاع الطمث عند المريضة.

## التشخيص والفحوص

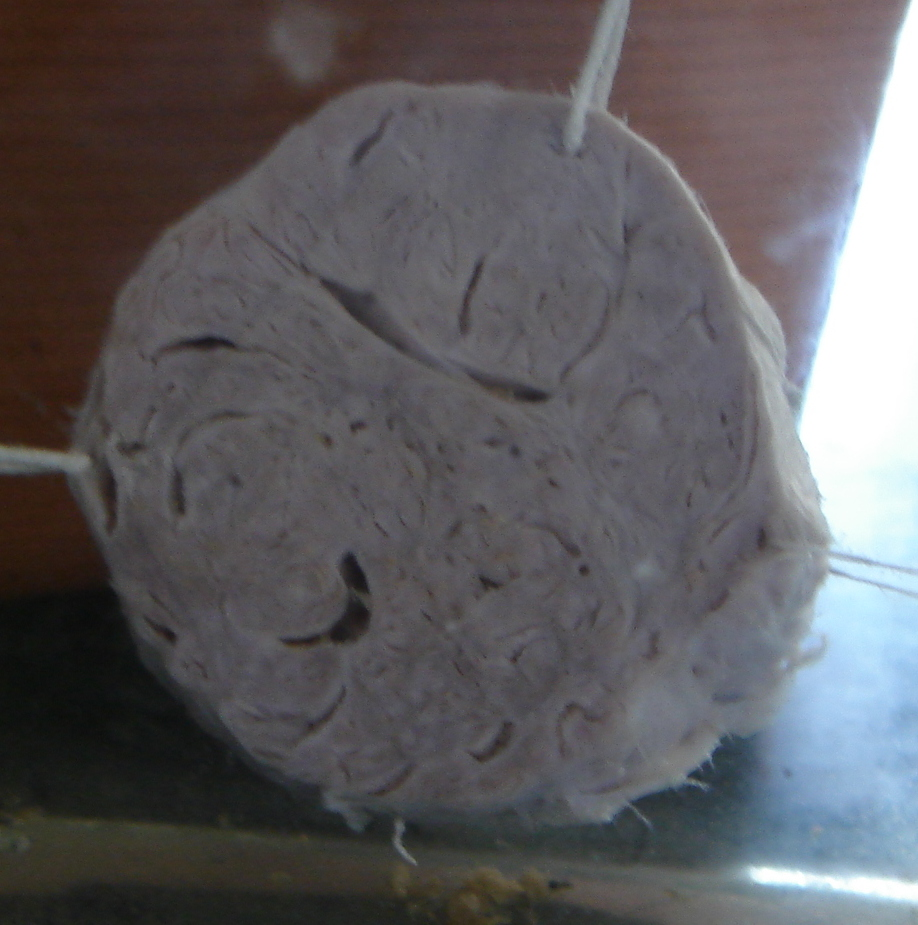
ورم غدي ليفي كما يظهر بعد استئصاله

يتطلب تشخيص الورم الغدي الليفي فحص طبي بواسطة طبيب متخصص بالإضافة إلى تصوير الثدي الشعاعي أو التصوير بالموجات فوق الصوتية في المرضى الأصغر سنا، وفي حالة الأورام المشكوك في تشخيصها قد يلجأ الطبيب لعمل خزعة ثدي للتوصل للتشخيص الصحيح.

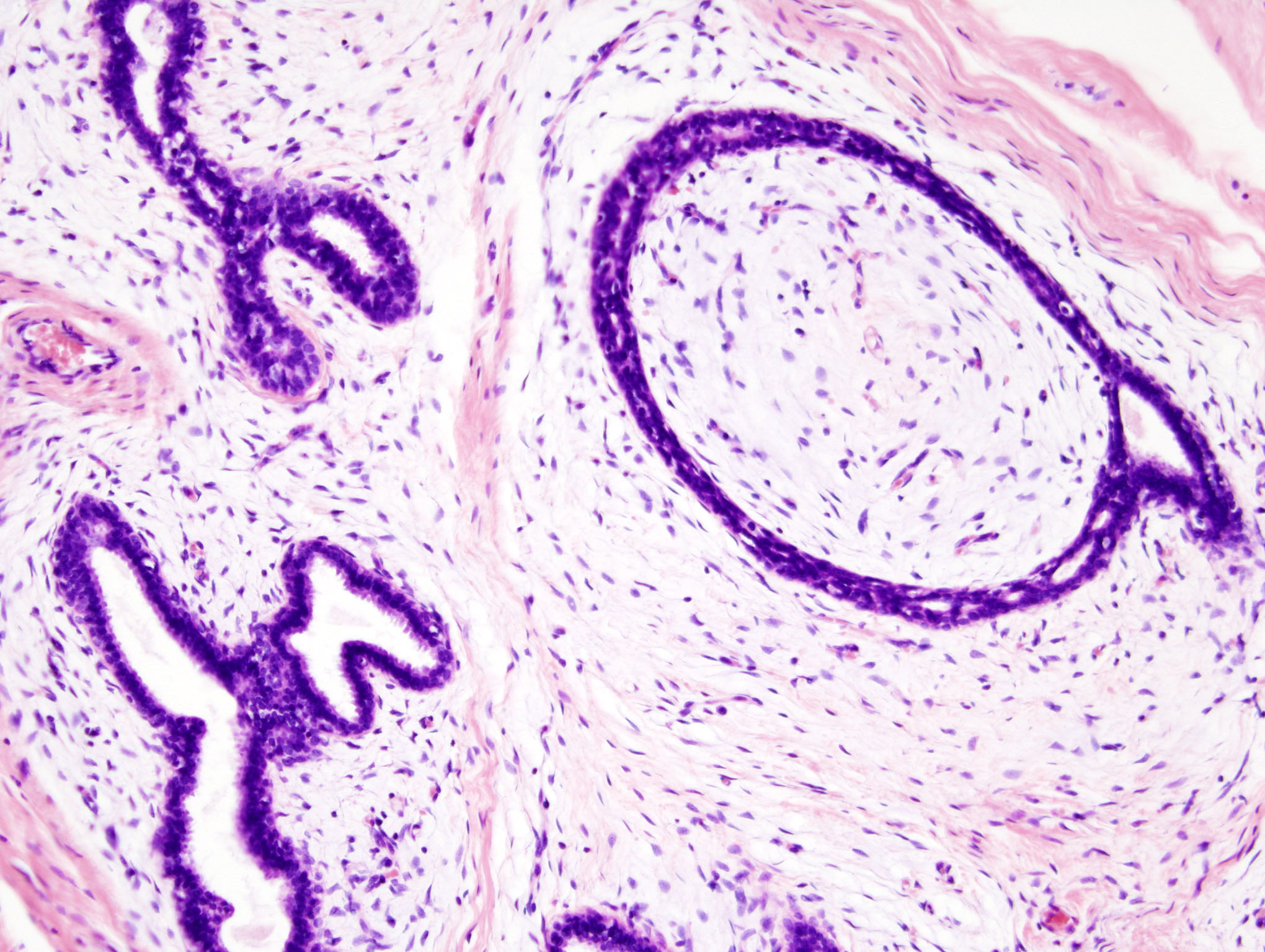
نسيج ورم غدي ليفي تحت المجهر (مصبوغ بالهيماتوكسين والأيوسين)
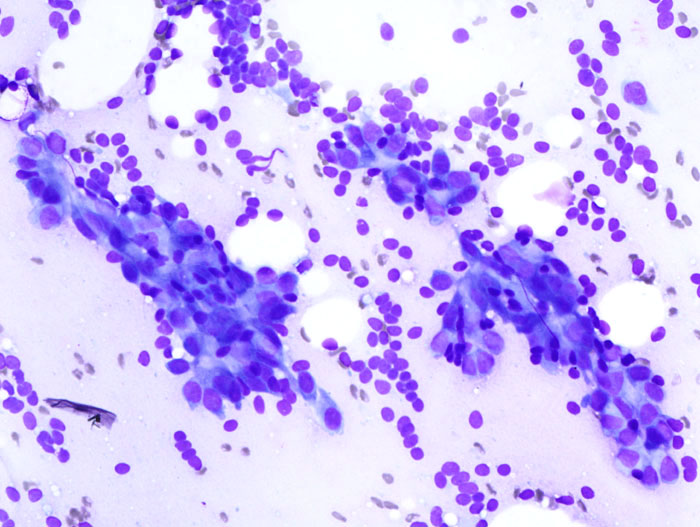
جزعة من نسيج ورم غدي ليفي
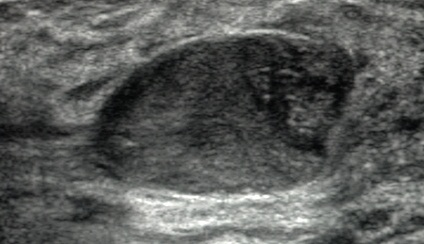
ورم غدي ليفي كما يظهر بالأشعة الفوق صوتية
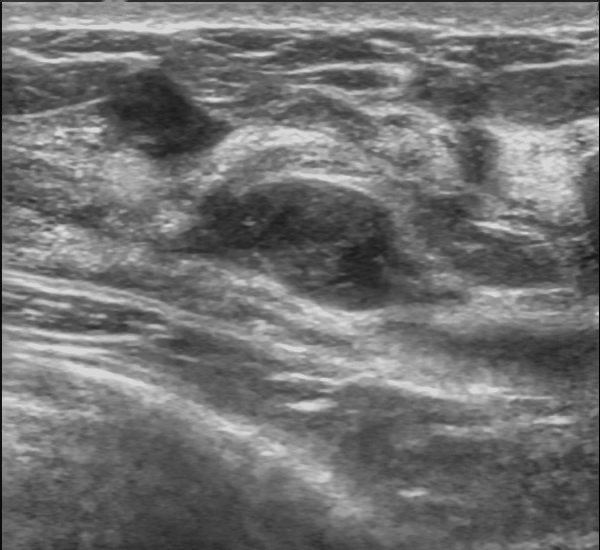
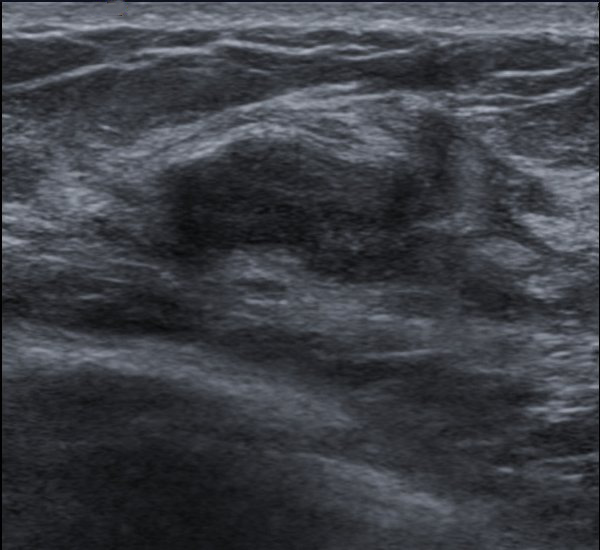
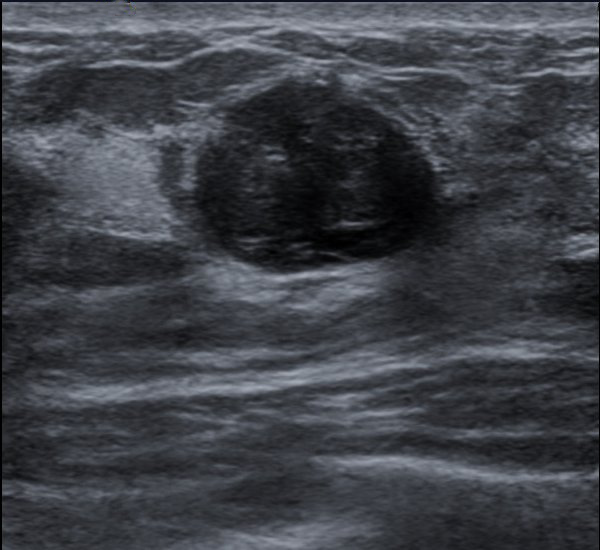
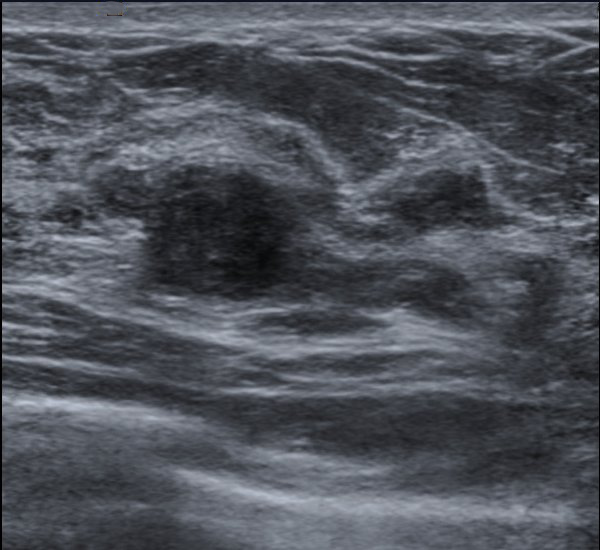
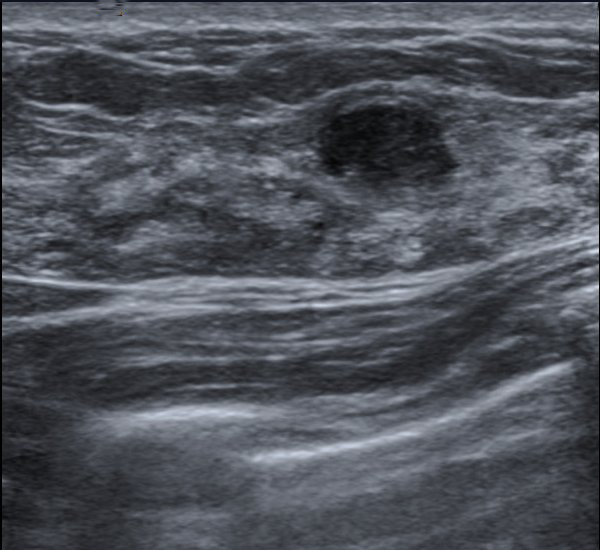
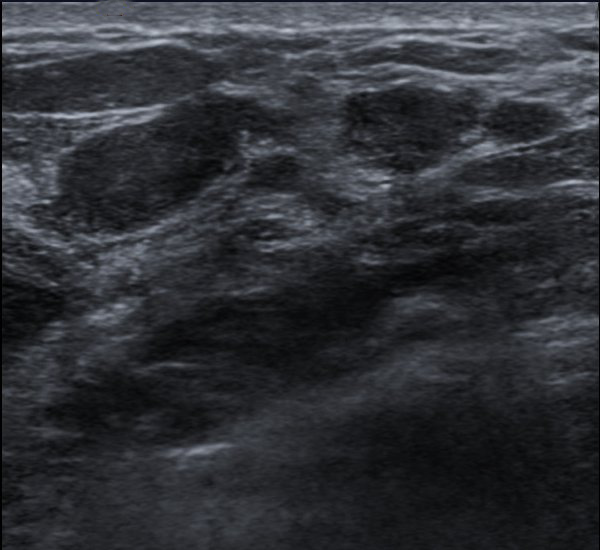
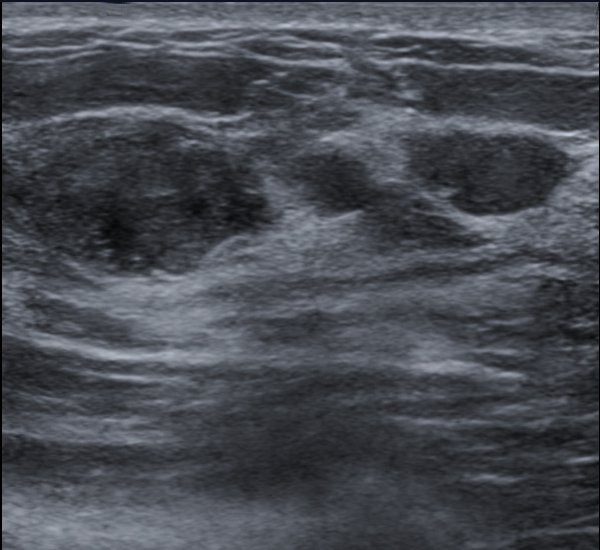
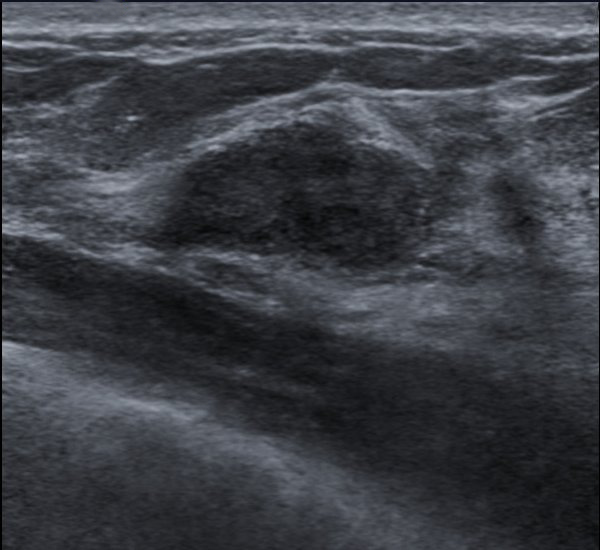
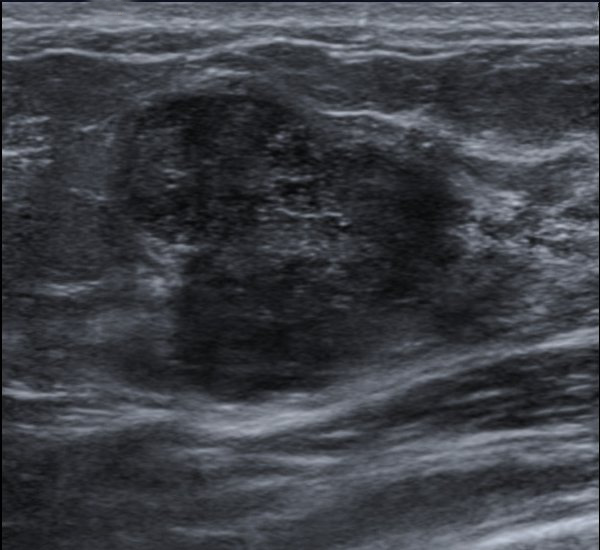
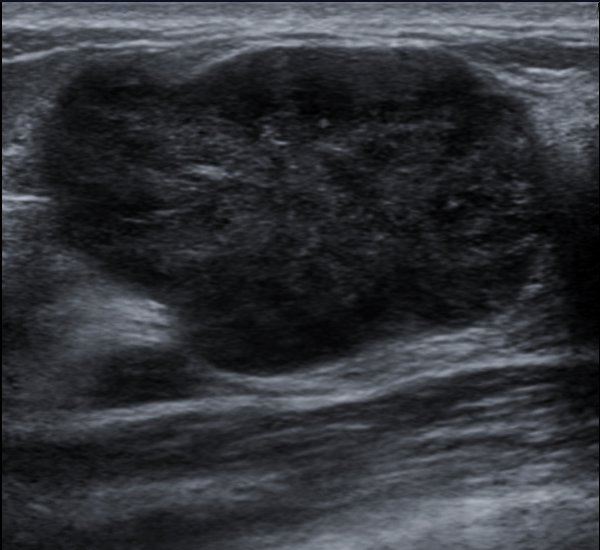
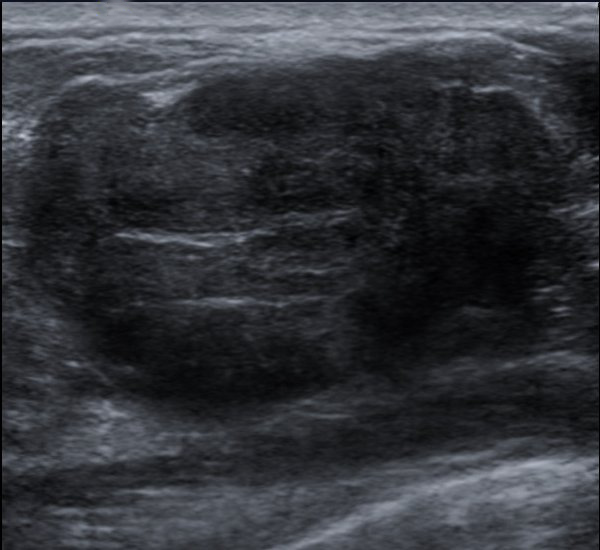
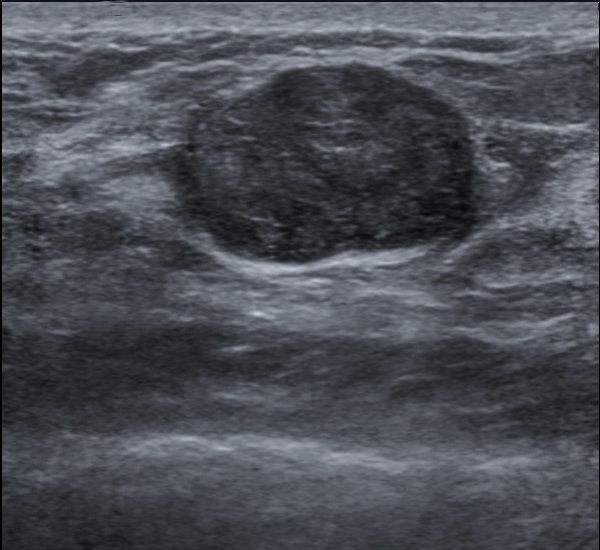
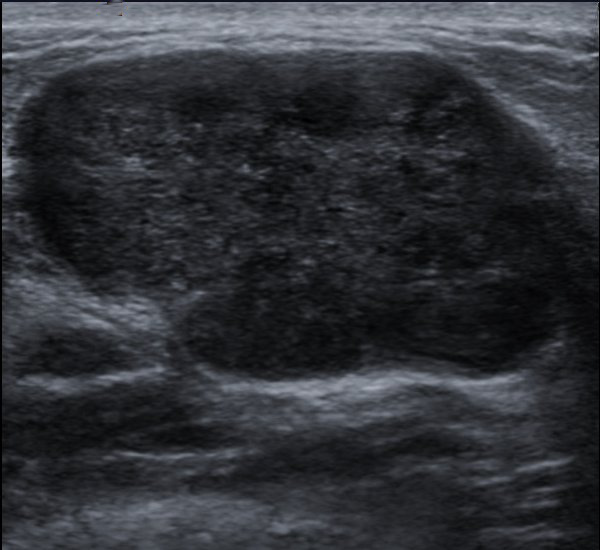
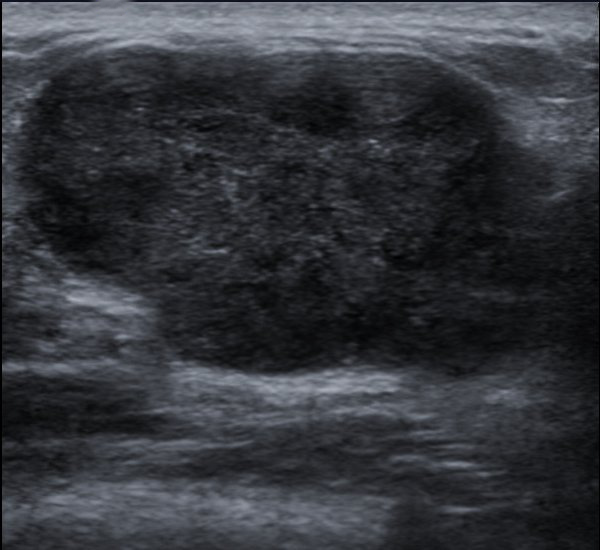
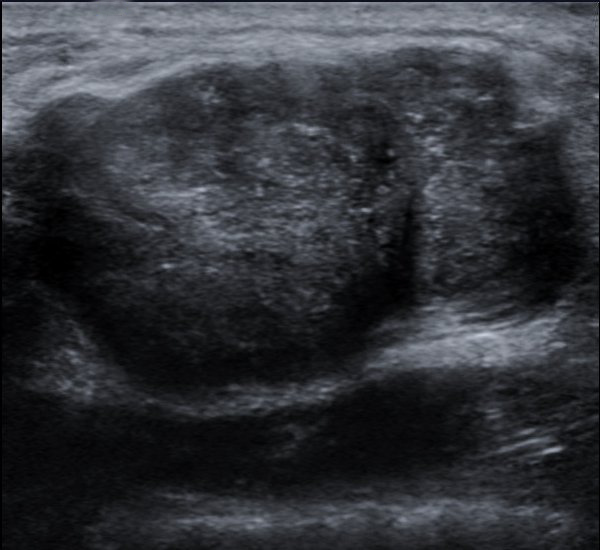
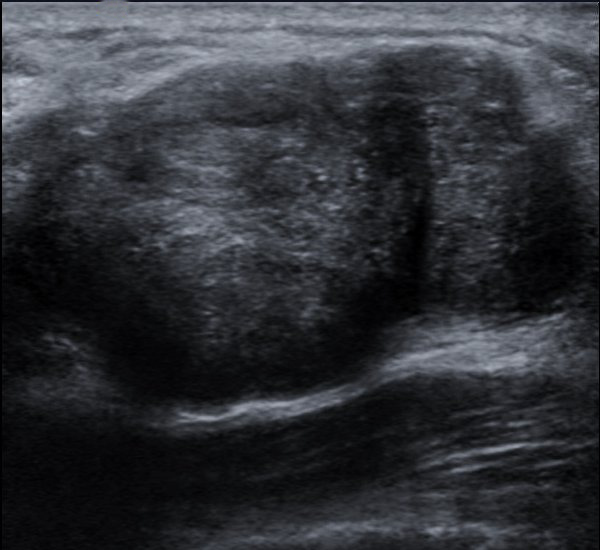
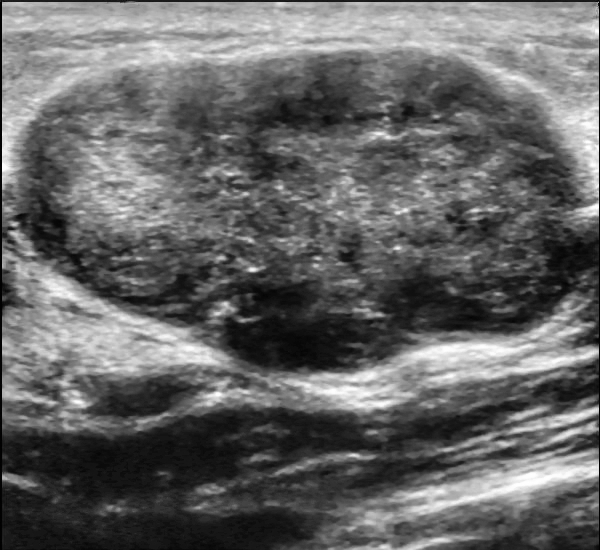

## العلاج
في حالة التأكد من أن الكتلة الموجودة بالثدي هي ورم غدي ليفي فإن الحالة تتطلب المتابعة لمدة عامين. وفي حالة عدم وجود تطور في حجم الورم فإن الحالة لا تحتاج لأي علاج من أي نوع.
في بعض حالات الورم الغدي الليفي يتم اللجوء للجراحة لاستئصال الورم. وقد يظهر ورم غدي ليفي أو عدة أورام مرة أخرى بعد الجراحة وتحتاج حينها لعمل الفحوصات اللازمة للتأكد من كونها أورام غدية ليفية وليست أورام سرطانية.

## مصير المرض
لا يزيد الورم الغدي الليفي من احتمالية الإصابة بسرطان الثدي، ولكن لابد من اللجوء للطبيب المتخصص في حالة ظهور أي أعراض غريبة بالثدي كتغير حجم الورم أو ظهور إفرازات من حلمة الثدي أو تغير بشكل الجلد أو الحلمة.

## قراءة إضافية
- Jolesz FA، Hynynen K، McDannold N، Tempany C (2005). "MR imaging-controlled focused ultrasound ablation: a noninvasive image-guided surgery". Magn Reson Imaging Clin N Am. ج. 13 ع. 3: 545–60. DOI:10.1016/j.mric.2005.04.008. PMID:16084419.
- Gombos EC، Kacher DF، Furusawa H، Namba K (2006). "Breast focused ultrasound surgery with magnetic resonance guidance". Top Magn Reson Imaging. ج. 17 ع. 3: 181–8. DOI:10.1097/rmr.0b013e318033789f.
- Hynynen K، Pomeroy O، Smith DN، Huber PE، McDannold NJ، Kettenbach J، Baum J، Singer S، Jolesz FA (2001). "MR imaging-guided focused ultrasound surgery of fibroadenomas in the breast: a feasibility study". Radiology. ج. 219: 176–185. DOI:10.1148/radiology.219.1.r01ap02176.
- Marret H, Bleuzen A, Guérin A, Lauvin-Gaillard MA, Herbreteau D, Patat F, Tranquart F (2011). "Résultats préliminaires de la destruction des fibromes utérins par ultrasons focalisés contrôlée par résonance magnétique" [French first results using magnetic resonance-guided focused ultrasound for myoma treatment]. Gynécologie Obstétrique & Fertilité (بالفرنسية). 39 (1): 12–20. DOI:10.1016/j.gyobfe.2010.08.038. PMID:21185759.

## روابط خارجية
- Cryoablation in the News